# 徒然王子
『徒然王子』（つれづれおうじ）は、『朝日新聞』朝刊で連載された小説。作者は島田雅彦、挿絵は内澤旬子。2008年1月20日連載開始、2009年2月15日付まで連載され、単行本第一部が2008年11月、第二部が2009年5月に朝日新聞出版から刊行された。

## あらすじ
主人公のテツヒト（王子、通称・徒然王子）と、家来のコレミツ（芸人）が宮廷から家出し、旅先の縄文村や老人ホームなどで様々な人物と出会い、二人は世間を知る。薬物依存や性行為を背景とした大人向けの小説でもある。その後、テツヒトは過去にさかのぼり、さまざまな人物の生を経験し、自分が今後王家の人間としてなすべきことを悟るようになる。しかし、現代に戻ると、もとの部下であったホソダの手によって、自分の肉体はすでに消滅していたので、実体として現代に復帰することはできなかった。

## 登場人物
テツヒト
物語の主人公。この国の王家最後の男子で、王位の継承権をもっていた。「徒然王子」の異名を持つ王子だが、宮殿から突然姿を消す。国では家出や誘拐、自殺など、様々な噂が流れる。
コレミツ
テツヒトの家来。お笑い芸人だったが全く稼げず、貧しい生活をしていた。しかし、餓死を覚悟した時、テツヒトと出会う。テツヒトとは前世で様々な因果で結ばれており、どの時代に生まれ変わっても何らかの形で巡り会っている。
サカキ
テツヒトとコレミツが辿り着いた縄文村の住民で、畑仕事をしている。若い頃は考古学者や教授をやっており、テツヒトの恩師でもある。
ツバサ
サカキの息子で、サカキと同じく畑で暮らす。高校時代は将来が有望なサッカー選手だったが、留学先のオランダで薬物依存になり、帰国して入院した。
ツル
仙人と呼ばれている謎の老人。黄泉の国と現世を行き来することができる。テツヒトを宮殿の外へ誘い、己の運命に向き合うよう促す。
アレイ
黄泉の国のまどろみの海をさまよう青年。世界の始まりから現在に至るまでのあらゆる記憶を保持している。生前は物覚えの良さが災いし、一度覚えたことを忘れることができないという、苦難の人生を歩んだ。